# Port Jefferson
Port Jefferson est un village dans le comté de Suffolk, lui-même situé dans l'État de New York aux États-Unis. Il se trouve sur Long Island.

## Personnalités
- Zoe Barnett (1883-1969), actrice américaine de comédies musicales, morte à Port Jefferson.
- Magda Foy (1905-2000), enfant star du cinéma muet américain, morte à Port Jefferson.